# ملعب وطني

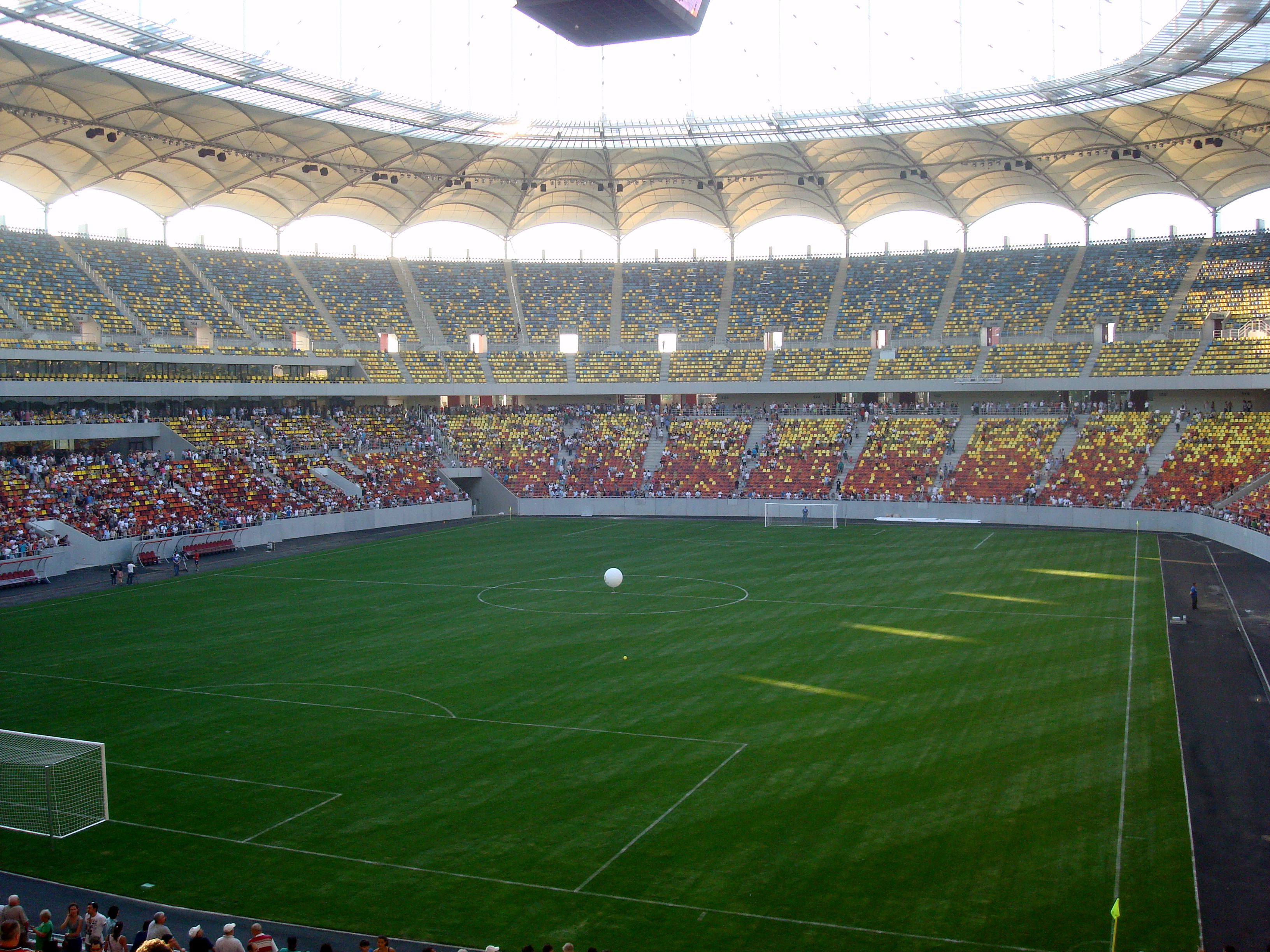

الملعب الوطني هو الملعب التي تقوم الدولة بتعيينه لإستضافة المنافسات الدولية التي يكون فيها نخب رياضية ومنتخبات الوطنية مستقبلين. تتبع قائمة الملاعب الوطنية حسب البلد.
- تونس : الملعب الأولمبي برادس
- فرنسا : ملعب فرنسا
- مصر : ستاد القاهرة الدولي
- الجزائر : ملعب 5 جويلية 1962
- الصين : ملعب بكين الوطني